# Nicko Heap
Nicko Heap är en fiktiv person skapad av Angie Sage.

## Kuriosa
Nicko är son till Sarah och Silas Heap, och bror till bland andra Jenna Heap, Simon Heap och Septimus Heap. Han är inte ett av Sarah och Silas två adoptivbarn, utan är deras barn biologiskt. Nicko arbetar på Jannit Maartens varv i Hamnen på Slottet och har arbetat där länge. Han är bra på att bygga båtar och en av Jannits mest värdefulla tillgångar.
Han är med i alla böcker i serien om Septimus Heap och är en av huvudpersonerna. Han blir i böckerna ofta inbegripen i någon av hans syskons planer. Ibland bidrar han bland annat med en båt.